# Platycoelia altiplana
Platycoelia altiplana är en skalbaggsart som beskrevs av Smith 2003. Platycoelia altiplana ingår i släktet Platycoelia och familjen Rutelidae. Inga underarter finns listade i Catalogue of Life.